# Billy Squier

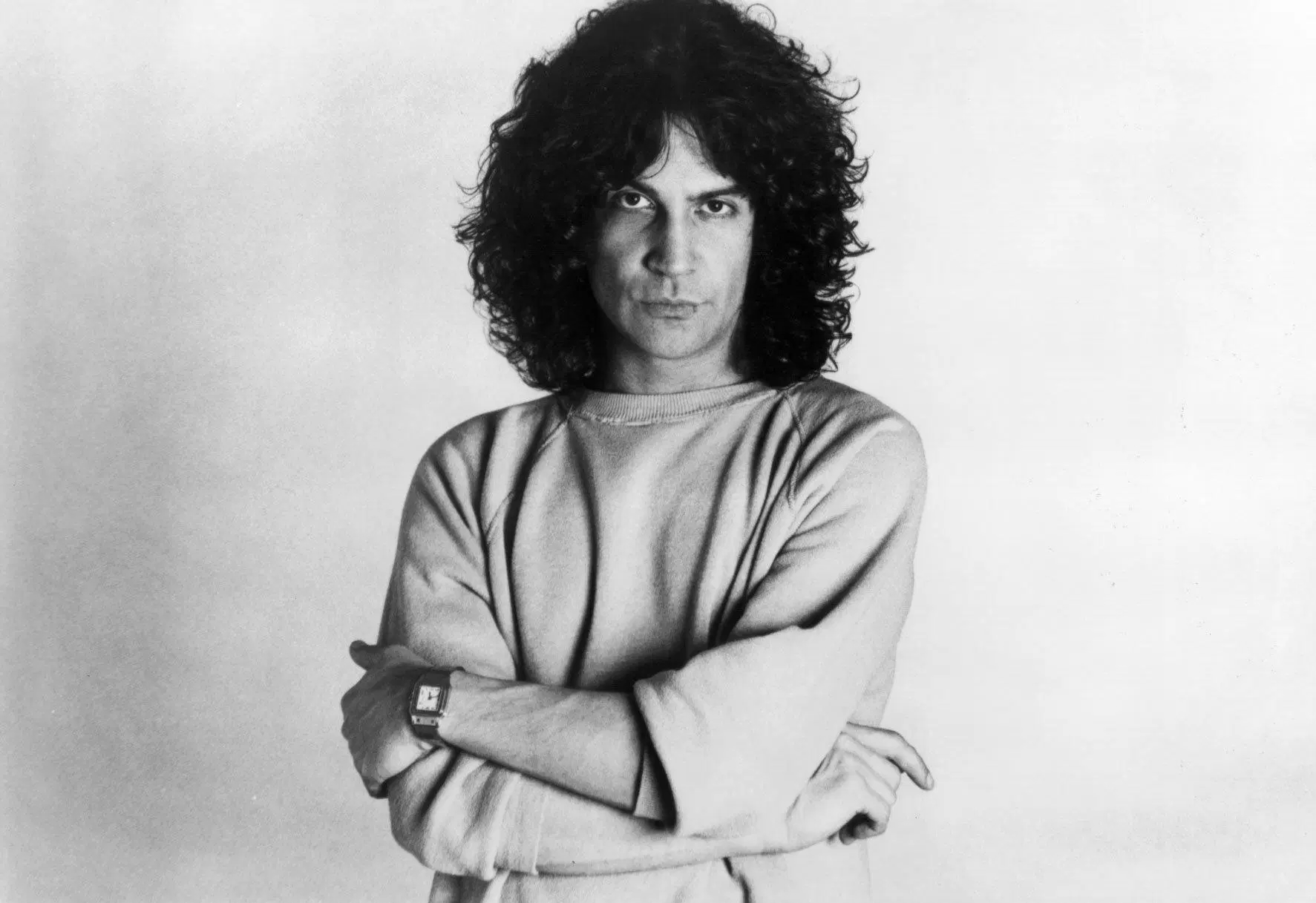
Billy Squier, 1982

Billy Squier (* 12. Mai 1950 in Wellesley, Massachusetts als William Haislip Squier) ist ein US-amerikanischer Rockmusiker. Drei der von ihm veröffentlichten Alben konnten sich in den 1980er Jahren in den Top 10 der Billboard 200-Albumcharts platzieren, daneben veröffentlichte er mehrere Hitsingles. Musikalisch ist er dem Stadionrock zuzuordnen.

## Karriere
Squier begann bereits im Kindesalter, Gitarre und Klavier zu spielen. Unter dem Einfluss der Musik der späten 1960er Jahre, u. a. Eric Clapton, beschloss er, eine Karriere als Musiker zu beginnen. Er spielte zunächst in verschiedenen Bands aus der Gegend um Boston. Sein erstes festes Engagement hatte er bei Magic Terry & the Universe, bei denen zu der Zeit auch Klaus Flouride spielte. Er besuchte das Berklee College of Music und pendelte stetig zwischen Boston und New York. Es folgten weitere kurze Mitgliedschaften in verschiedenen Bands, zuletzt bei den Sidewinders. Mit ihnen nahm Squier einige Alben auf, die von Lenny Kaye produziert wurden. Nach der Trennung der Band gründete er Piper und wurde deren Sänger und Gitarrist. Die Band veröffentlichte 1976 und 1977 jeweils ein Album via A&M Records, löste sich jedoch wegen Erfolglosigkeit in den späten 1970ern auf.
Squier beschloss, eine Solokarriere zu beginnen, und wurde von Capitol Records unter Vertrag genommen. 1980 erschien sein Solodebüt The Tale of the Tape. An den Aufnahmen wirkten bekannte Musiker wie der Gitarrist Bruce Kulick (später Kiss) und der Schlagzeuger Bobby Chouinard, später auch Gary Moore mit. Das Album war nur mäßig erfolgreich, enthielt aber mit You Should Be High Love einen Radiohit. 
Der kommerzielle Durchbruch gelang Squier mit dem 1981er Album Don’t Say No, das von Reinhold Mack produziert wurde und bis auf Platz 6 der Billboard 200 stieg. Die Singleauskopplungen The Stroke und In the Dark konnten sich unter den Top 40 der Billboard Hot 100 platzieren. Das 1982er Album Emotions in Motion platzierte sich wie sein Vorgänger unter den Top 10 der amerikanischen Albumcharts, das Plattencover stammte von Andy Warhol. Stilistisch wandte sich Squier mit dem Album mehr dem R ’n’ B zu. Der Erfolg des Albums ermöglichte Squier seine erste Stadiontour als Headliner.
Auch das folgende Album Signs of Life, produziert von Jim Steinman, war kommerziell erfolgreich. Zu dem Lied 1984 steuerte Brian May von Queen ein Gitarrensolo bei. Das Musikvideo zur im Juni 1984 ausgekoppelte Single Rock Me Tonite, das den Musiker mit rosa T-Shirt in einem Schlafzimmer zeigt, wird als eines der schlechtesten Musikvideo aller Zeiten angesehen. Es ließ Squier auch in der Hörergunst abstürzen und die Ticketverkäufe für seine Tournee brachen ein. Der Rolling Stone urteilt rückblickend, das „peinliche Video“ sei ein „ruinöser Kitsch-Clip“ und hätte Squiers Karriere „zerstört“.
Das 1986 veröffentlichte Album Enough Is Enough erfüllte in kommerzieller Hinsicht nicht mehr die Erwartungen der Plattenfirma, auch weil die Vorstellung des Albums noch immer von der desaströsen Wirkung des Musikvideos zu Rock Me Tonite überschattet war. Ebenso wurde das nächste Album Hear and Now von 1989 trotz kompositorischer Hilfe durch Desmond Child ein Flop. Nachdem sich auch mit den nächsten Alben die Erfolge der frühen 1980er Jahre nicht wiederholen ließen, veröffentlichte Capitol Records 1995 ein Best-of-Album unter dem Titel 16 Strokes und verlängerte den Plattenvertrag mit Squier nicht. Der Musiker zog sich danach für mehrere Jahre aus dem Rampenlicht zurück und absolvierte nur noch vereinzelte kleinere Auftritte.
Sein bislang letztes Studioalbum erschien 1998 unter dem Titel Happy Blue bei dem Independentlabel J-Bird Records. Auf diesem Album wandte sich Squier von der kraftvollen Rockmusik seiner früheren Alben ab und spielte stattdessen akustische Blues-Stücke ein, darunter auch eine Akustik-Version seines Hits The Stroke unter dem Titel Stroke Me Blues.
2001 kehrte Squier mit einer Tournee auf die Bühne zurück. In den 2000er Jahren erschienen zudem mehrere Kompilationen sowie Livealben mit älteren und aktuellen Konzertaufnahmen. Squier war Livemusiker auf den 2005er und 2008er Tourneen von Ringo Starrs All-Star-Band, außerdem wirkte er bei diversen weiteren All-Star-Bands mit. 2009 unternahm er eine Solotournee durch die Vereinigten Staaten. In den Jahren 2012 und 2013 bestritt er einige gemeinsame Auftritte mit Joe Montgomery und trat in New Orleans auf der Voodoo Experience auf. Außerdem war er mit Somebody Loves You auf dem 2013 veröffentlichten Benefiz-Sampler Songs After Sandy Vol. II zu Gunsten der Opfer von Hurrikan Sandy vertreten.
Nachdem er sich wieder für einige Zeit ins Privatleben zurückgezogen hatte, veröffentlichte Squier am 8. März 2023 mit dem Lied Harder on a Woman seine erste Single seit 30 Jahren.

## Diskografie
mit Piper
- Piper (1976, A&M Records)
- Can’t Wait (1977, A&M Records)

Soloalben
- The Tale of the Tape (1980, Capitol Records)
- Don’t Say No (1981, Capitol Records)
- Emotions in Motion (1982, Capitol Records)
- Signs of Life (1984, Capitol Records)
- Enough Is Enough (1986, Capitol Records)
- Hear and Now (1989, Capitol Records)
- Creatures of Habit (1991, Capitol Records)
- Tell the Truth (1993, Capitol Records)
- Happy Blue (1998, J-Bird Records)
- From the Front Row … Live! (Livealbum, 2003, Silverline)
- Don’t Say No – 30th Anniversary Edition (2010, Shout Factory)

Kompilationen
- 16 Strokes (Best of, 1995, Capitol Records)
- Reach for the Sky – The Anthology (1996, Polydor)
- Live (Livealbum, 2000, Capitol Records)
- Rip This Joint (Livealbum, 2004, Disky)
- The Essential Billy Squier (2011, Capitol Records)